# Listă de filme științifico-fantastice din anii 1930
| 1930 • 1931 • 1932 • 1933 • 1934 • 1935 • 1936 • 1937 • 1938 • 1939 |                                 |                                                                                |                                                                                    |                       |
| Nume                                                                | Regizor                         | Distribuție                                                                    | Țara                                                                               | Sub-Gen/Note          |
| 1930                                                                |                                 |                                                                                |                                                                                    |                       |
| Alraune                                                             | Richard Oswald                  | Albert Basserman, Brigitte Helm, Harald Paulsen                                | Germania                                                                           |                       |
| Just Imagine                                                        | David Butler                    | El Brendel, Maureen O'Sullivan, John Garrick, Marjorie White                   | Statele Unite ale Americii                                                         |                       |
| The Voice from the Sky                                              | Ben F. Wilson                   | Wally Wales, Neva Gerber                                                       | Statele Unite ale Americii                                                         | Film serial           |
| 1931                                                                |                                 |                                                                                |                                                                                    |                       |
| Dr. Jekyll and Mr. Hyde                                             | Rouben Mamoulian                | Fredric March, Miriam Hopkins, Rose Hobart, Holmes Herbert                     | Statele Unite ale Americii                                                         |                       |
| End of the World                                                    | Abel Gance                      | Colette Darfeuil, Abel Gance, Jeanne Brindau                                   | Franța                                                                             |                       |
| Frankenstein                                                        | James Whale                     | Colin Clive, Boris Karloff, Mae Clarke, John Boles, Dwight Frye                | Statele Unite ale Americii                                                         |                       |
| 1932                                                                |                                 |                                                                                |                                                                                    |                       |
| F.P.1 Antwortet Nicht                                               | Karl Hartl                      | Hans Albers, Sybille Schmitz, Georg John                                       | Germania                                                                           | [ 1 ]                 |
| Island of Lost Souls                                                | Erle C. Kenton                  | Charles Laughton, Bela Lugosi, Richard Arlen, Leila Hyams                      | Statele Unite ale Americii                                                         |                       |
| Six Hours to Live                                                   | William Dieterle                | Warner Baxter, John Boles, Beryl Mercer                                        | Statele Unite ale Americii                                                         | [ 2 ]                 |
| 1933                                                                |                                 |                                                                                |                                                                                    |                       |
| Deluge                                                              | Felix E. Feist                  | Peggy Shannon, Sidney Blackmer, Lois Wilson                                    | Statele Unite ale Americii                                                         |                       |
| Der Tunnel                                                          | Kurt Bernhardt                  | Madeleine Renaud, Jean Gabin                                                   | Germania Nazistă                                                                   | [ 3 ]                 |
| The Invisible Man                                                   | James Whale                     | Claude Rains, Gloria Stuart, Henry Travers, William Harrigan                   | Statele Unite ale Americii                                                         |                       |
| It's Great to Be Alive                                              | Alfred L. Werker                | Raul Roulien, Gloria Stuart, Edna May Oliver                                   | Statele Unite ale Americii                                                         |                       |
| Men Must Fight                                                      | Edgar Selwyn                    | Diana Wynyard, May Robson                                                      | Statele Unite ale Americii                                                         | [ 4 ] [ 5 ]           |
| 1934                                                                |                                 |                                                                                |                                                                                    |                       |
| Gold                                                                | Karl Hartl                      | Hans Albers, Michael Bohnen                                                    | Germania Nazistă                                                                   |                       |
| Master of the World                                                 | Harry Piel                      | Walter Janssen, Sybille Schmitz, Aribert Waescher                              | Germania Nazistă                                                                   |                       |
| Once in a New Moon                                                  | Anthony Kimmins                 | Derrick de Marney, Vernon Kelso, John Clements, Thorley Walters, Morton Selten | Regatul Unit al Marii Britanii și al Irlandei de Nord                              | [ 6 ] [ 7 ] [ 8 ]     |
| The Vanishing Shadow                                                | Lew Landers                     | Onslow Stevens, James Durkin, Walter Miller, Ada Ince                          | Statele Unite ale Americii                                                         | Serial cinematografic |
| 1935                                                                |                                 |                                                                                |                                                                                    |                       |
| Aerograd                                                            | Aleksandr Dovzhenko             | Stepan Shagaida, Sergei Stolyarov, Yevgeniya Melnikova                         | Uniunea Republicilor Sovietice Socialiste                                          |                       |
| Air Hawks                                                           | Albert S. Rogell                | Ralph Bellamy, Tala Birell, Wiley Post                                         | Statele Unite ale Americii                                                         | [ 9 ]                 |
| Bride of Frankenstein                                               | James Whale                     | Boris Karloff, Colin Clive, Valerie Hobson, Elsa Lanchester                    | Statele Unite ale Americii                                                         |                       |
| Kosmicheskiy reys: Fantasticheskaya novella                         | Vassili Jouravlev               | Sergei Komarov, Vassily Kovrigin, Nikolai Feoktistov, Xenia Moskalenko         | Uniunea Republicilor Sovietice Socialiste                                          |                       |
| The Lost City                                                       | Harry Revier                    | William "Stage" Boyd, Kane Richmond, Claudia Dell, Josef Swickard              | Statele Unite ale Americii                                                         | Serial cinematografic |
| The Phantom Empire                                                  | Otto Brower, B. Reeves Eason    | Gene Autry, Frankie Darro, Betsy King Ross                                     | Statele Unite ale Americii                                                         | Serial cinematografic |
| 1936                                                                |                                 |                                                                                |                                                                                    |                       |
| Flash Gordon                                                        |                                 | Larry "Buster" Crabbe                                                          | Statele Unite ale Americii                                                         | Serial cinematografic |
| Flash Gordon                                                        | Frederick Stephani              | Larry "Buster" Crabbe, Jean Rogers, Charles B. Middleton                       | Statele Unite ale Americii                                                         | film artistic         |
| Ghost Patrol                                                        | Sam Newfield                    | Tim McCoy, Claudia Dell                                                        | Statele Unite ale Americii                                                         | [ 11 ]                |
| The Invisible Ray                                                   | Lambert Hillyer                 | Bela Lugosi, Frances Drake, Frank Lawton, Walter Kingsford                     | Statele Unite ale Americii                                                         |                       |
| The Man Who Changed His Mind                                        | Robert Stevenson                | Boris Karloff, Anna Lee                                                        | Regatul Unit al Marii Britanii și al Irlandei de Nord                              | [ 12 ]                |
| Things to Come                                                      | William Cameron Menzies         | Raymond Massey, Cedric Hardwicke, Edward Chapman                               | Regatul Unit al Marii Britanii și al Irlandei de Nord · Statele Unite ale Americii |                       |
| Undersea Kingdom                                                    | B. Reeves Eason, Joseph Kane    | Ray "Crash" Corrigan, Lois Wilde                                               | Statele Unite ale Americii                                                         | Film serial           |
| 1937                                                                |                                 |                                                                                |                                                                                    |                       |
| Non-Stop New York                                                   | Robert Stevenson                | John Loder, Anna Lee, Francis L. Sullivan                                      | Regatul Unit al Marii Britanii și al Irlandei de Nord                              | [ 13 ]                |
| 1938                                                                |                                 |                                                                                |                                                                                    |                       |
| The Fighting Devil Dogs                                             | William Witney, John English    | Lee Powell, Herman Brix                                                        | Statele Unite ale Americii                                                         | Serial cinematografic |
| Flash Gordon's Trip to Mars                                         | Ford I. Beebe, Robert F. Hill   | Larry "Buster" Crabbe, Jean Rogers, Frank Shannon                              | Statele Unite ale Americii                                                         | Serial cinematografic |
| The Secret of Treasure Island                                       | Elmer Clifton                   | Don Terry, Gwen Gaze, Walter Miller                                            | Statele Unite ale Americii                                                         |                       |
| 1939                                                                |                                 |                                                                                |                                                                                    |                       |
| Buck Rogers                                                         | Ford I. Beebe, Saul A. Goodkind | Larry "Buster" Crabbe, Jackie Moran                                            | Statele Unite ale Americii                                                         | Serial cinematografic |
| The Man They Could Not Hang                                         | Nick Grinde                     | Lorna Gray, Robert Wilcox, Roger Pryor, Don Beddoe                             | Statele Unite ale Americii                                                         |                       |
| The Phantom Creeps                                                  | Ford I. Beebe, Saul A. Goodkind | Bela Lugosi, Robert Kent, Dorothy Arnold                                       | Statele Unite ale Americii                                                         | Serial cinematografic |
| The Return of Doctor X                                              | Vincent Sherman                 | Humphrey Bogart, Rosemary Lane, Wayne Morris                                   | Statele Unite ale Americii                                                         | [ 14 ]                |
| Fiul lui Frankenstein                                               | Rowland V. Lee                  | Basil Rathbone, Boris Karloff, Bela Lugosi                                     | Statele Unite ale Americii                                                         | [ 15 ]                |